# Андрівська сільська рада
| Андрівська сільська рада — орган місцевого самоврядування у Бердянському районі Запорізької області з адміністративним центром у с. Андрівка. Сільській раді були підпорядковані населені пункти: - с. Андрівка - с. Полоузівка - с. Трояни |

## Склад ради
Рада складалася з 20 депутатів та голови.

## Керівний склад сільської ради
| ПІБ                         | Основні відомості                                                                             | Дата обрання | Дата звільнення |
| --------------------------- | --------------------------------------------------------------------------------------------- | ------------ | --------------- |
| Узунов Анатолій Миколайович | Сільський голова, 1968 року народження, освіта, член Всеукраїнського об'єднання 'Батьківщина' | 26.03.2006   | 31.10.2010      |
| Узунов Анатолій Миколайович | Сільський голова, 1968 року народження, освіта середня спеціальна, член Партії регіонів       | 31.10.2010   |                 |

Примітка: таблиця складена за даними джерела